# Казлаускас, Донатас
Донатас Казлаускас (лит. Donatas Kazlauskas; род. 31 марта 1994, Кретинга) — литовский футболист, полузащитник литовского клуба «ФА Шяуляй» и сборной Литвы.

## Биография

### Клубная карьера
Воспитанник клуба ФК «Миния» из родного города Кретинга. В 2008 году перешёл в Академию футбола (Каунас). На взрослом уровне начинал играть во второй лиге Литвы в 2010 году в команде НФА, представляющей данную академию. В 2011 году отыграл сезон за другой клуб второй лиги «Атлетас». В 2012 году подписал контракт с клубом высшей лиги «Жальгирис», за который сыграл 7 матчей и забил 1 гол, но по ходу сезона вернулся в НФА. С 2013 по 2014 год выступал за «Атлантас».
В январе 2015 года перешёл в клуб высшей лиги Польши «Лехия» (Гданьск), однако за основную команду провёл лишь 1 матч, а также сыграл 6 матчей и забил 2 гола за фарм-клуб в четвёртой по значимости лиге. В начале сезона 2015/16 Казлаускас на правах аренды перешёл в «Олимпию» (Грудзёндз) из первой лиги. Зимой 2016 года вновь был отдан в аренду в литовский «Атлантас», где выступал в течение года. После окончания аренды подписал с клубом полноценный контракт. Летом 2018 года перешёл в «Ритеряй».
25 сентября 2020 года перешел в украинский клуб «Львов», контракт с которым рассчитан на 2 года с опцией продления ещё на год. 27 сентября 2020 года дебютировал за «Львов» в рамках Украинской Премьер-Лиги в домашнем матче против «Зари» (0:5), выйдя на замену на 58-й минуте вместо Назария Ныча. 3 октября 2020 года вышел в стартовом составе за «Львов» в выездном матче львовского дерби против против «Руха» (0:0).

### Карьера в сборной
За основную сборную Литвы дебютировал 15 ноября 2014 года в матче отборочного турнира чемпионата Европы 2016 против сборной Швейцарии, в котором вышел на замену на 87-й минуте вместо Арвидаса Новиковаса. 14 октября 2019 года в отборочном матче чемпионата Европы 2020 против команды Сербии он забил свой первый мяч за национальную команду.